# Campeonato Carioca de Futebol de 2006
O Campeonato Carioca de Futebol de 2006 foi a 109.ª edição da principal divisão do futebol no Rio de Janeiro e o fim do jejum do campeão Botafogo que já perdurava nove anos. O Botafogo F.R. recebeu dois troféus, um de Campeão Estadual e o Troféu Luiz Zveiter (100 anos de Campeonato Carioca).

## Primeira divisão

### Fórmula de disputa

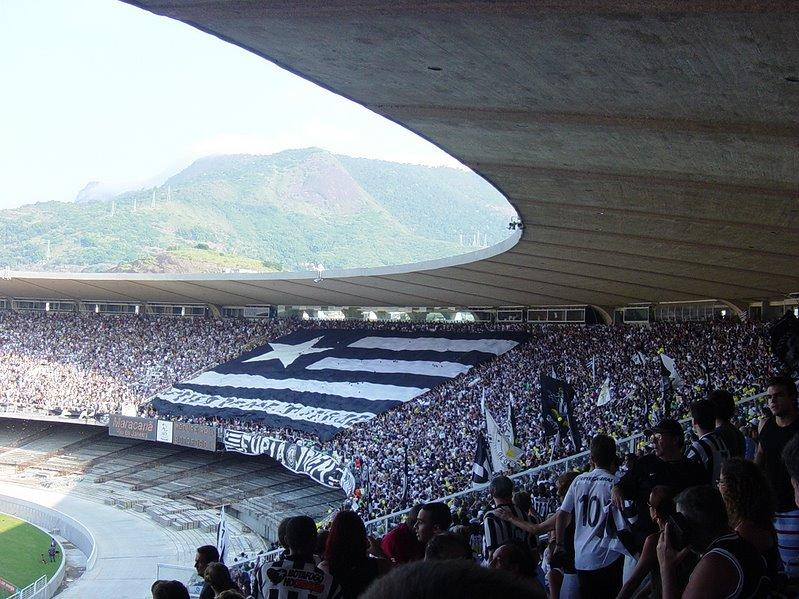
Torcida do Botafogo na final do Campeonato Carioca de 2006.

Os 12 participantes foram divididos em dois grupos. Na primeira fase (Taça Guanabara), os times jogam dentro de seus grupos e os dois primeiros de cada grupo se enfrentam numa semifinal. Os vencedores vão para a final em uma única partida. Na segunda fase (Taça Rio), os times jogam contra os do outro grupo, embora a classificação seja dentro de cada grupo. Os dois primeiros de cada grupo novamente se enfrentam em semifinal e final. Os times vencedores de cada fase disputam entre si dois jogos finais que estabelecem o campeão carioca. Caso o mesmo time ganhe as duas fases, será declarado campeão geral automaticamente. O último colocado será rebaixado para a segunda divisão de 2007.

### Critérios de Desempate
Para o desempate entre duas ou mais equipes seguirá a ordem definida abaixo:
- 1º - Número de vitórias
- 2º - Saldo de gols
- 3º - Gols feitos
- 4º - Confronto direto
- 5º - Sorteio

### Primeira fase (Taça Guanabara)
Grupo A
| Classificação | Classificação | Classificação | Classificação | Classificação | Classificação | Classificação | Classificação | Classificação | Classificação |
| Time | Time          | PG            | J             | V             | E             | D             | GP            | GC            | SG            |
| --- | ------------- | ------------- | ------------- | ------------- | ------------- | ------------- | ------------- | ------------- | ------------- |
| 1 | Americano     | 10            | 5             | 3             | 1             | 1             | 12            | 10            | 2             |
| 2 | Cabofriense   | 9             | 5             | 3             | 0             | 2             | 8             | 7             | 1             |
| 3 | Nova Iguaçu   | 9             | 5             | 3             | 0             | 2             | 8             | 12            | -4            |
| 4 | Fluminense    | 8             | 5             | 2             | 2             | 1             | 14            | 5             | 9             |
| 5 | Flamengo      | 5             | 5             | 1             | 2             | 2             | 9             | 9             | 0             |
| 6 | Portuguesa    | 1             | 5             | 0             | 1             | 4             | 5             | 13            | -8            |
| PG - pontos ganhos; J - jogos; V - vitórias; E - empates; D - derrotas; GP - gols pró; GC - gols contra; SG - saldo de gols |               |               |               |               |               |               |               |               |               |

Grupo B
| Classificação | Classificação | Classificação | Classificação | Classificação | Classificação | Classificação | Classificação | Classificação | Classificação |
| Time | Time          | PG            | J             | V             | E             | D             | GP            | GC            | SG            |
| --- | ------------- | ------------- | ------------- | ------------- | ------------- | ------------- | ------------- | ------------- | ------------- |
| 1 | America       | 9             | 5             | 3             | 0             | 2             | 10            | 6             | 4             |
| 2 | Botafogo      | 9             | 5             | 3             | 0             | 2             | 12            | 9             | 3             |
| 3 | Volta Redonda | 9             | 5             | 3             | 0             | 2             | 10            | 8             | 2             |
| 4 | Vasco da Gama | 7             | 5             | 2             | 1             | 2             | 10            | 10            | 0             |
| 5 | Friburguense  | 7             | 5             | 2             | 1             | 2             | 6             | 8             | -2            |
| 6 | Madureira     | 3             | 5             | 1             | 0             | 4             | 4             | 11            | -7            |
| PG - pontos ganhos; J - jogos; V - vitórias; E - empates; D - derrotas; GP - gols pró; GC - gols contra; SG - saldo de gols |               |               |               |               |               |               |               |               |               |

Semifinais

Americano 1 x 2 Botafogo

America 1 x 1 Cabofriense (5 x 4 nos pênaltis)
Final

Botafogo 3 x 1 America

### Segunda fase (Taça Rio)
Grupo A
| Classificação | Classificação | Classificação | Classificação | Classificação | Classificação | Classificação | Classificação | Classificação | Classificação |
| Time | Time          | PG            | J             | V             | E             | D             | GP            | GC            | SG            |
| --- | ------------- | ------------- | ------------- | ------------- | ------------- | ------------- | ------------- | ------------- | ------------- |
| 1 | Cabofriense   | 9             | 6             | 2             | 3             | 1             | 10            | 7             | 3             |
| 2 | Americano     | 8             | 6             | 2             | 2             | 2             | 9             | 9             | 0             |
| 3 | Fluminense    | 8             | 6             | 2             | 2             | 2             | 10            | 11            | -1            |
| 4 | Flamengo      | 6             | 6             | 1             | 3             | 2             | 11            | 12            | -1            |
| 5 | Portuguesa    | 5             | 6             | 1             | 2             | 3             | 5             | 11            | -6            |
| 6 | Nova Iguaçu   | 4             | 6             | 1             | 1             | 4             | 10            | 13            | -3            |
| PG - pontos ganhos; J - jogos; V - vitórias; E - empates; D - derrotas; GP - gols pró; GC - gols contra; SG - saldo de gols |               |               |               |               |               |               |               |               |               |

Grupo B
| Classificação | Classificação | Classificação | Classificação | Classificação | Classificação | Classificação | Classificação | Classificação | Classificação |
| Time | Time          | PG            | J             | V             | E             | D             | GP            | GC            | SG            |
| --- | ------------- | ------------- | ------------- | ------------- | ------------- | ------------- | ------------- | ------------- | ------------- |
| 1 | America       | 11            | 6             | 3             | 2             | 1             | 10            | 6             | 4             |
| 2 | Madureira     | 11            | 6             | 3             | 2             | 1             | 9             | 6             | 3             |
| 3 | Friburguense  | 10            | 6             | 3             | 1             | 2             | 14            | 15            | -1            |
| 4 | Vasco da Gama | 9             | 6             | 2             | 3             | 1             | 12            | 11            | 1             |
| 5 | Volta Redonda | 7             | 6             | 2             | 1             | 3             | 8             | 8             | 0             |
| 6 | Botafogo      | 7             | 6             | 1             | 4             | 1             | 10            | 9             | 1             |
| PG - pontos ganhos; J - jogos; V - vitórias; E - empates; D - derrotas; GP - gols pró; GC - gols contra; SG - saldo de gols |               |               |               |               |               |               |               |               |               |

Semifinais

America 1 x 3 Americano

Cabofriense 1 x 1 Madureira (3 x 4 nos pênaltis)
Final

Americano 0 x 1 Madureira

### Terceira fase (Final)
Primeiro jogo
Botafogo 2 x 0 Madureira
Segundo jogo
Madureira 1 x 3 Botafogo

### Classificação final
| 1  | Botafogo      |
| 2  | Madureira     |
| 3  | America       |
| 4  | Cabofriense   |
| 5  | Americano     |
| 6  | Friburguense  |
| 7  | Volta Redonda |
| 8  | Fluminense    |
| 9  | Vasco da Gama |
| 10 | Nova Iguaçu   |
| 11 | Flamengo      |
| 12 | Portuguesa    |

|  |                      |
|  | Primeira colocação   |
|  | Zona de rebaixamento |

### Premiação
| Campeonato Carioca de 2006 |
| Rio de Janeiro             |
| -------------------------- |
| BOTAFOGO (18º título)      |